# Strada statale 722 Tangenziale di Reggio Emilia
La strada statale 722 Tangenziale di Reggio Emilia (SS 722), già nuova strada ANAS 17 Variante di Reggio Emilia (NSA 17), è una strada statale italiana (già strada extraurbana principale), che aggira il centro abitato di Reggio Emilia, descrivendo un arco da sud-est a nord-ovest passando a nord della città.
La strada è spesso individuata con il nome di tangenziale nord per distinguerla dagli altri due assi di scorrimento che vanno a costituire il sistema tangenziale di Reggio Emilia, un anello stradale di 24 km che circonda il centro urbano del capoluogo emiliano. Dall'inizio degli anni 1990 è intitolata ai martiri di Piazza Tien An Men.

## Percorso
La strada ha origine come prosecuzione della strada statale 9 Via Emilia a sud-est di Reggio Emilia in località San Maurizio. La prima uscita è rappresentata dalla stessa via Emilia che prosegue in direzione del centro cittadino. La seconda uscita corrisponde alla ex SP 113 Tangenziale Reggio Emilia-Correggio, dal 2021 riclassificata come nuovo tracciato della strada statale 468 di Correggio, che conduce a Carpi e Correggio, mentre la terza uscita si ha in corrispondenza del vecchio tracciato della suddetta statale, permettendo anche il raggiungimento dell'aeroporto di Reggio Emilia e la nuova RCF Arena per i concerti.
La quarta uscita rappresenta un ulteriore accesso alla città in corrispondenza del vecchio viale di accesso al casello autostradale, dal 2006 spostato più ad ovest. Permette anche di raggiungere i due maggiori centri commerciali della città, oltre che il Mapei Stadium. Il quinto svincolo, l'ultimo posto sul tracciato a doppia carreggiata è polifunzionale permettendo l'accesso al casello di Reggio Emilia dell’Autostrada A1, alle fiere, alla stazione Alta Velocità Mediopadana, ai comuni immediatamente a nord della città (come Bagnolo in Piano e Cadelbosco di Sopra) e all'ex strada statale 63 del Valico del Cerreto in direzione di Guastalla.
L'arteria, mediante un tratto finale a carreggiata unica, giunge infine alla rotatoria con Via Copernico (ex Via XX Settembre) dove si innesta sulla viabilità urbana.

### Tabella percorso
| Tangenziale di Reggio Emilia |        | |     |           |
| Tipo                         | Numero | Indicazione | km  | Provincia |
|                              |        | Via Emilia Modena - Rubiera - Sassuolo del Valico del Cerreto - La Spezia - ex di Scandiano - Scandiano - Zona industriale Mazzacurati                                                                 | 0,0 | RE        |
|                              |        | Area di servizio Villa Curta | 2,0 | RE        |
|                              |        | di Correggio ex SP 113 (viale G. Monducci) Carpi - Correggio - San Martino in Rio - Modena-Brennero | 2,7 | RE        |
|                              |        | Area di servizio Gavassa | 3,6 | RE        |
|                              |        | Gavassa - ex di Correggio centro città - ospedali - stazione FS C.I.M. Centro di Interscambio della Mobilità - Aeroporto di Reggio Emilia                                                              | 4,3 | RE        |
|                              |        | Gavassa - ex di Correggio centro città - ospedali - stazione FS C.I.M. Centro di Interscambio della Mobilità - Aeroporto di Reggio Emilia                                                              | 5,0 | RE        |
|                              |        | Area di servizio Il Chionso Est | 5,2 | RE        |
|                              |        | Area di servizio Il Chionso Ovest | 5,8 | RE        |
|                              |        | Viale Morandi - Via Gramsci Tribunale - zona centri commerciali Milano-Napoli - Reggio Emilia | 6,9 | RE        |
|                              |        | Fiera - Mapei Stadium - Stazione AV Mediopadana ex del Valico del Cerreto - Bagnolo in Piano - Guastalla - Mantova Zone industriali Villaggio Crostolo - Mancasale Milano-Napoli                       | 8,3 | RE        |
|                              |        | variazione numero corsie da 2 a 1 per ogni senso di marcia, fino al termine del tratto di strada (km 9,1).                                                                                             | 8,5 | RE        |
|                              |        | Reggio Emilia via Martiri di Piazza Tien An Men: Via Emilia - Parma - del Valico del Cerreto - La Spezia Zone industriali Pieve Modolena - Corte Tegge - zona Annonaria via N. Copernico: centro città | 9,1 | RE        |

## Storia
Si cominciò a parlare di una vera e propria tangenziale per la città di Reggio Emilia dal secondo dopoguerra, quando trovarono spazio sulle tavole di PRG i primi tracciati stradali di una bretella di attraversamento suburbana che collegava i tratti orientali e occidentali della Via Emilia, superando il centro urbano a nord. Il primo stralcio, fra il ponte sul torrente Crostolo di Via XX Settembre e l'azienda Lombardini Motori di Via Cipriani, fu costruito però soltanto negli anni 1970. Questa tratta, a carreggiata semplice, è tuttora gestita dall'amministrazione comunale. Nel corso dei primi anni 1980 furono aperte dall'Anas le tratte a quattro corsie e a carreggiate separate fra la ex strada statale 63 del Valico del Cerreto (svincolo 5 Viale Città di Cutro) e la ex strada statale 468 di Correggio (svincolo 3 Aeroporto di Reggio Emilia), mentre nel 1986 il tratto fra questa e la strada statale 9 Via Emilia in località San Maurizio, oltre che il proseguimento della tratta comunale a singola corsia degli anni '70 da Via Cipriani fino all’innesto sulla Via Emilia dopo Pieve Modolena. La tangenziale fu completata quindi nel 1987.
Nata con l'esigenza di garantire una percorrenza nettamente più veloce al traffico da e per le altre province emiliane, l'arteria venne inserita nel tracciato della progressiva chilometrica della stessa strada statale 9 Via Emilia sino al mese di agosto del 2014 quando l'itinerario fu rinominato individuando nell'innesto con la Via Emilia, a San Maurizio, il chilometro 0+000.
Dalla sua nascita al 2012 la strada fu provvisoriamente denominata "nuova strada ANAS 17 Variante di Reggio Emilia" (NSA 17) fino alla denominazione definitiva avvenuta nel 2012 col seguente itinerario: "Innesto con la S.S. n. 9 (Km 170+100) a est di Reggio Emilia - Rotatoria con Viale Martiri di Piazza Tien An Men".
Nel corso degli anni 2000 il Compartimento Anas di Bologna aveva provveduto a installare i segnali di strada extraurbana principale agli ingressi dell'asse viario. Tuttavia la mancanza di alcuni requisiti tecnici ha indotto l'ente gestore a sospendere provvisoriamente tale classificazione.

### Ammodernamento e prolungamento
Nel corso degli anni si sono susseguiti vari interventi di manutenzione, ma è solo negli ultimi anni con la riclassificazione ANAS nel 2014 che sono cominciati i primi interventi di ammodernamento. Nel 2016 sono stati cambiati i guard-rail centrali dall’uscita 5 fino alla 2, mentre nel 2021 sono stati sostituiti anche dall’uscita 2 fino alla fine della tangenziale con barriere di tipo New Jersey.
Nello stesso periodo si sono intensificati i dialoghi del comune di Reggio Emilia con ANAS riguardo al definitivo completamento della tangenziale a ovest della città, cioè il tratto fra l’uscita 5 (ex strada statale 63, San Prospero Strinati), attuale termine della strada, e la Via Emilia (Corte Tegge), atteso da oltre 30 anni. Nel 2019 ANAS avvia il bando di gara per l’affidamento dei lavori, che partono ufficialmente a luglio 2021, inizialmente adibiti a scavi archeologici.
I lavori per la nuova tangenziale sono partiti nei primi mesi del 2022, per concludersi a primavera 2025. Il primo tratto della nuova tangenziale si svilupperà dall'innesto con il tracciato esistente fino a Pieve Modolena per una lunghezza di circa 4 chilometri con due carreggiate composta ciascuna da due corsie per senso di marcia. Il secondo tratto lungo circa due chilometri avrà un'unica carreggiata con una sola corsia per senso di marcia. Saranno presenti due nuovi svincoli.

## Galleria d'immagini

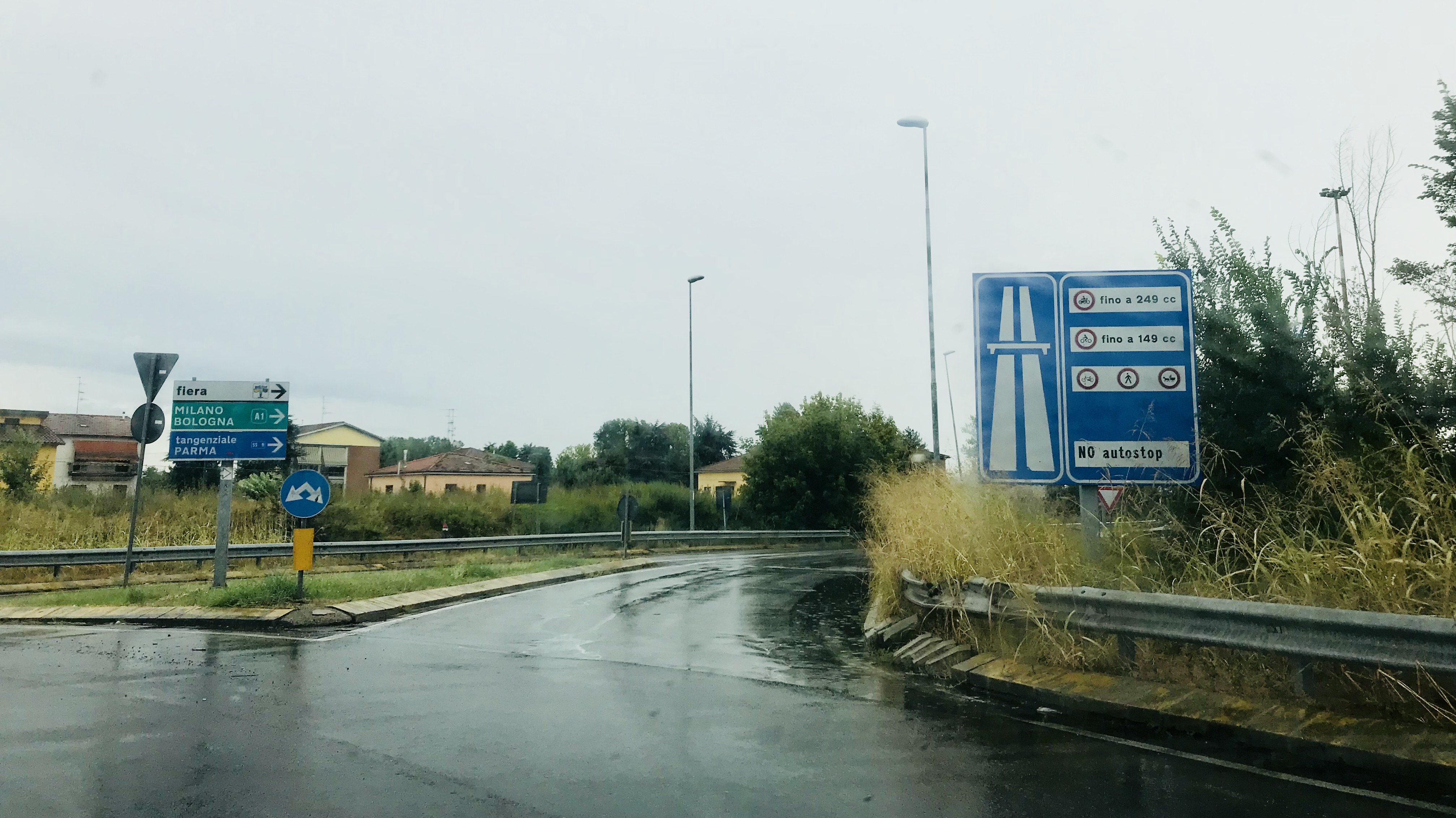
L'ingresso alla tangenziale da via Vertoiba, presso Gavassa
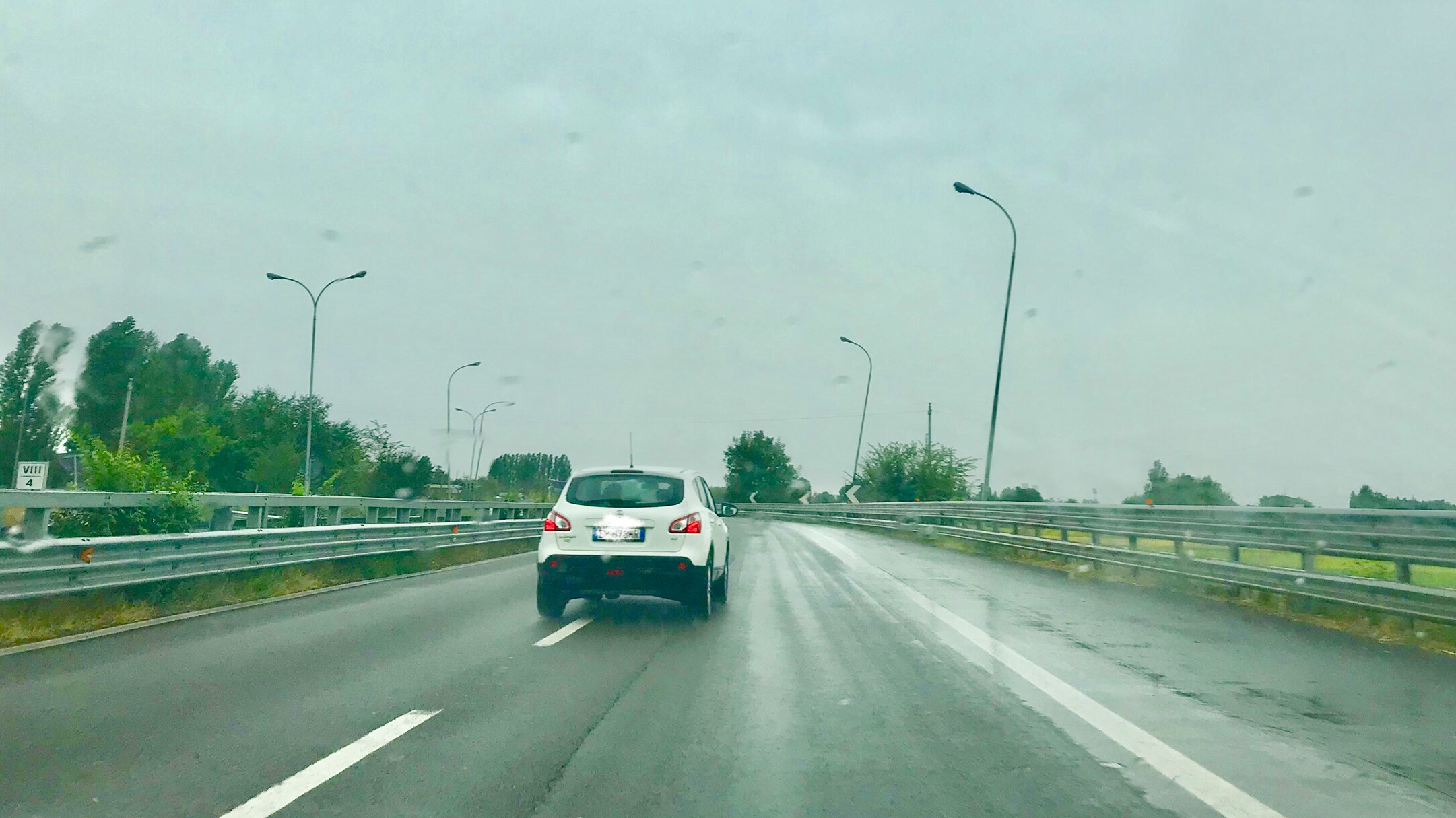
Un tratto della tangenziale verso il Mapei Stadium
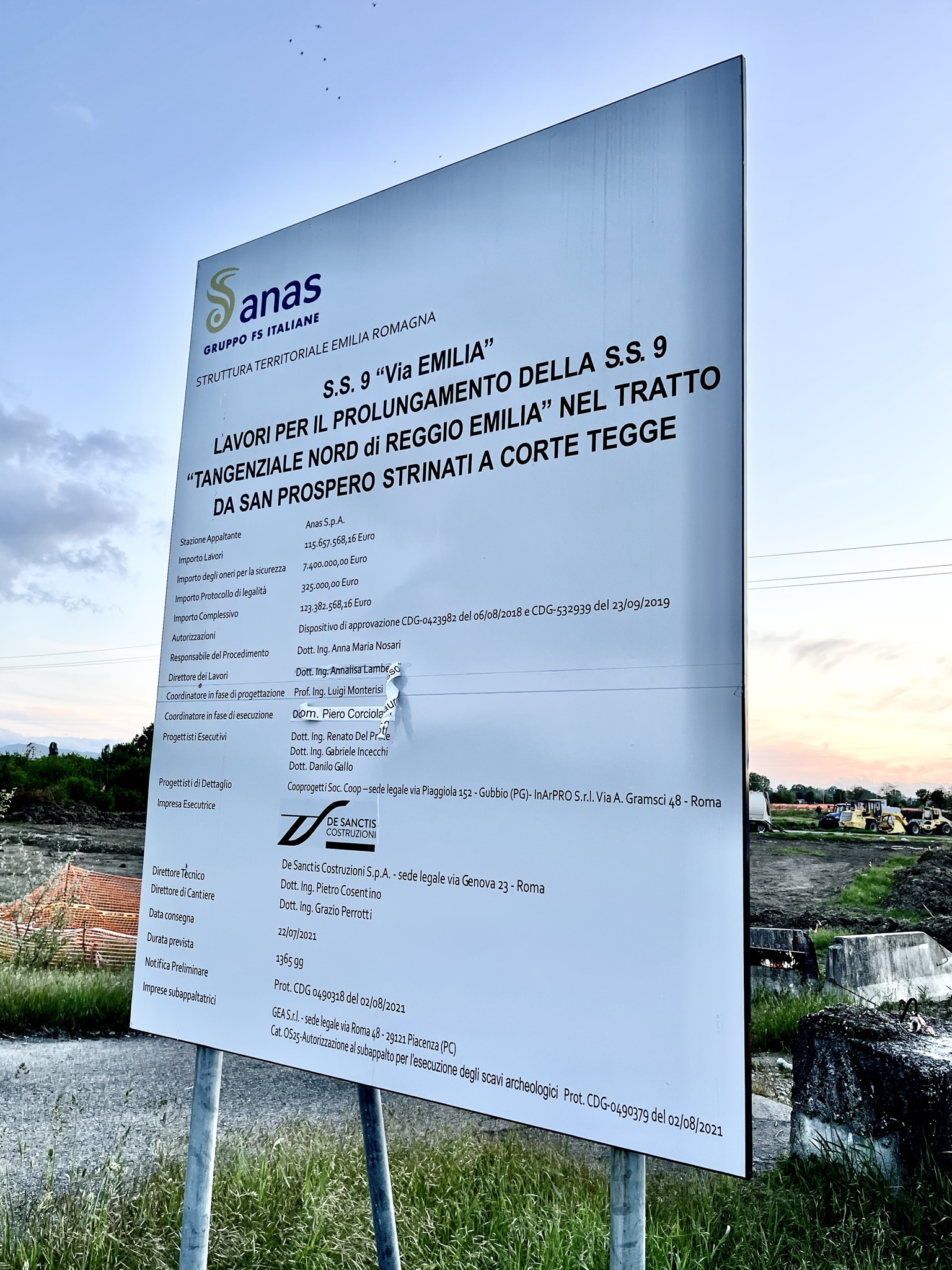
Cartello di cantiere della tangenziale nord a Cavazzoli, Reggio Emilia
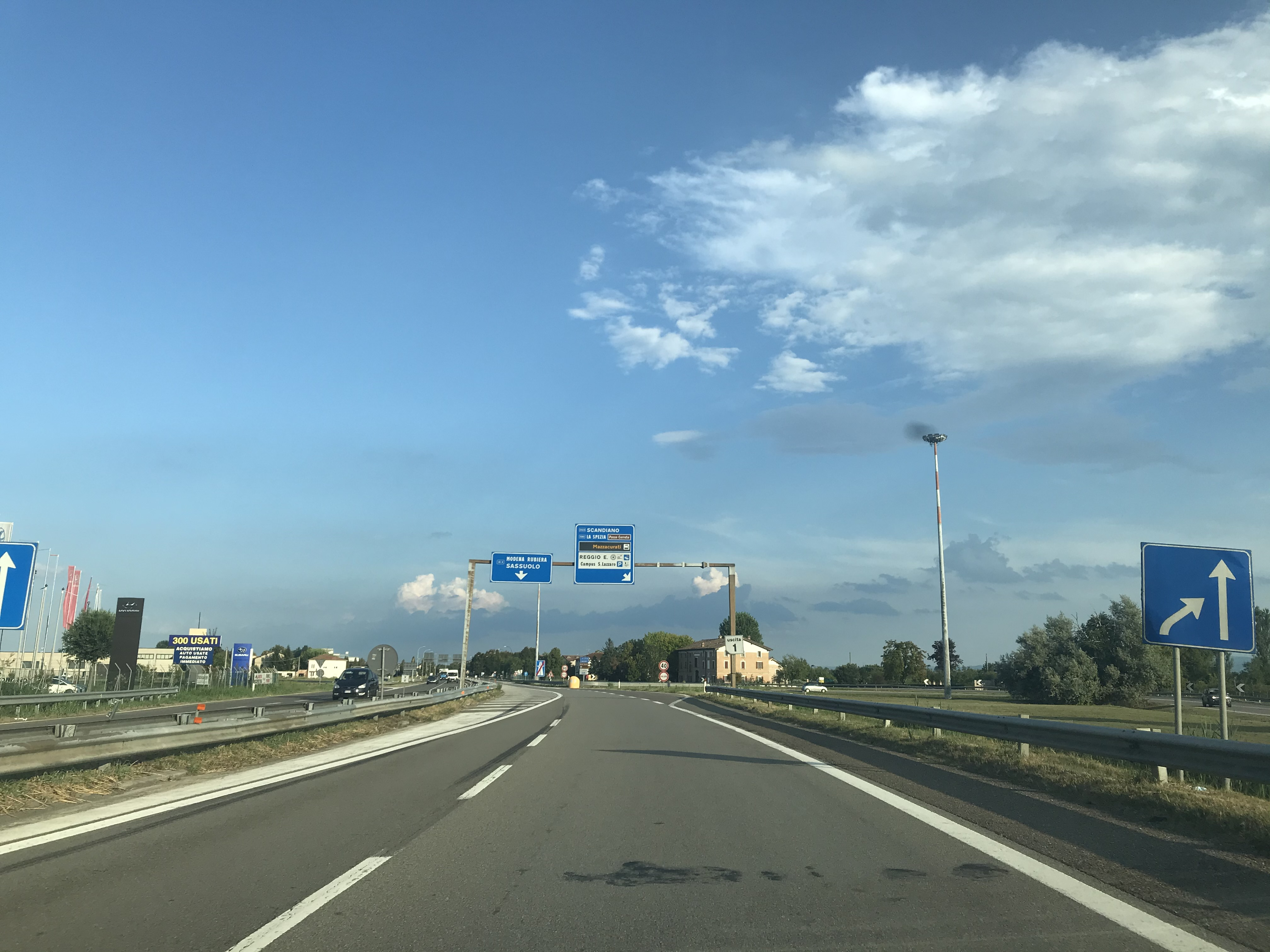
L'innesto fra la tangenziale e la SS9 Via Emilia a Masone
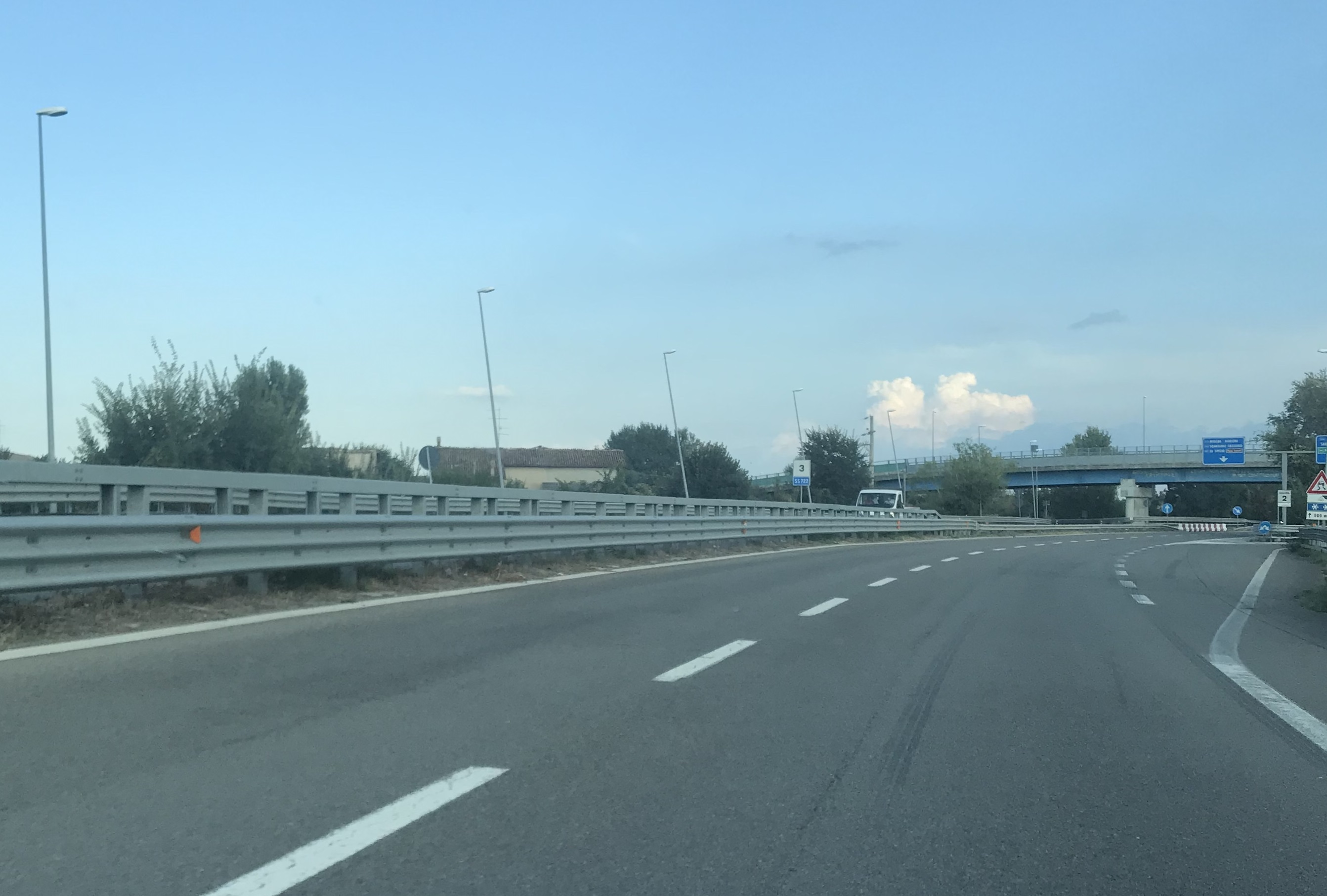
La tangenziale nei pressi dello svincolo 2
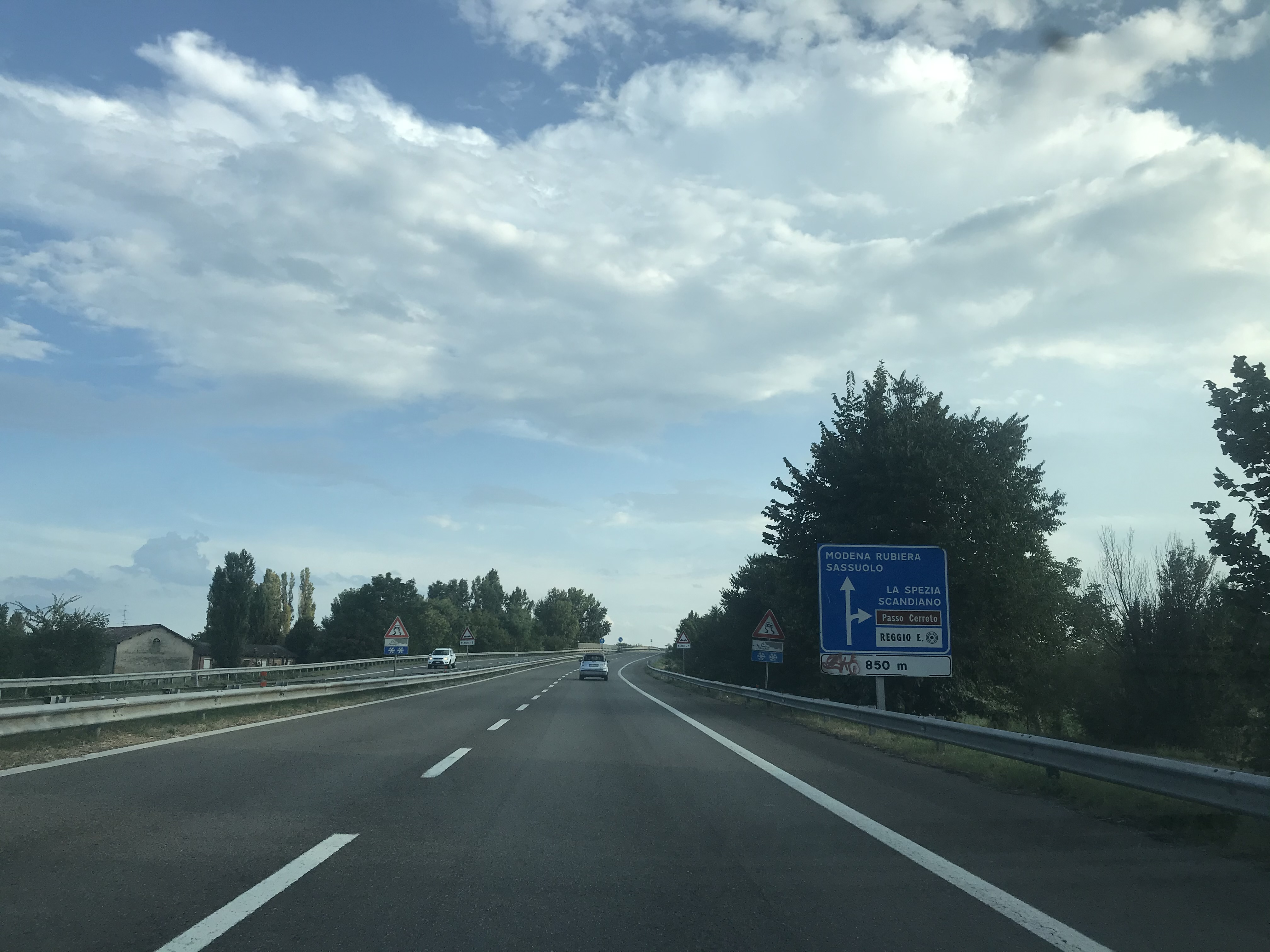
La tangenziale all'altezza di Villa Curta